# Jules Engel
Jules Engel (11 mars 1909 – 6 septembre 2003) est un réalisateur, peintre, sculpteur, décorateur dans le cinéma d'animation et en prise de vue réelle, ainsi qu'un enseignant américain d'origine juive-hongroise.
Il est connu pour être le réalisateur fondateur du Programme d'animation expérimentale au sein du California Institute of the Arts, grâce auquel il fut le mentor de plusieurs générations d'animateurs.